# Luwang (Tayu)
Luwang is een bestuurslaag in het regentschap Pati van de provincie Midden-Java, Indonesië. Luwang telt 2083 inwoners (volkstelling 2010).